# Tadashi Sugimata
Tadashi Sugimata (杉全 直, Sugimata Tadashi) est un peintre japonais du XXe siècle, né le 26 mars 1914 à Himeji et mort le 3 janvier 1994.

## Biographie
Tadashi Sugimata poursuit ses études à l'École des Beaux-Arts de Tokyo, puis il vit et travaille dans cette même ville.
En 1949, il est l'un des cofondateurs de la Société Culturelle des Beaux-Arts, qu'il quitte en 1952.

Il participe à des expositions collectives: régulièrement au groupe des Indépendants, et en 1962 à la Biennale de Venise.
Il représente la peinture officielle japonaise.